# Dyrektorzy Kłodzkiej Szkoły Przedsiębiorczości
Dyrektorzy Kłodzkiej Szkoły Przedsiębiorczości – lista osób pełniących funkcję dyrektorów szkół wchodzących obecnie w skład Kłodzkiej Szkoły Przedsiębiorczości.

## Lata 1946-1958
| L.p. | Lata rządów | Imię i nazwisko     |
| ---- | ----------- | ------------------- |
| 1.   | 1946–1950   | Władysław Lackowski |
| 2.   | 1951–1954   | Leonard Kusal       |
| 3.   | 1954–1955   | Stanisław Spuła     |
| 4.   | 1955–1958   | Zbigniew Froński    |

| L.p. | Lata rządów | Imię i nazwisko         |
| ---- | ----------- | ----------------------- |
| 1.   | 1946–1948   | Władysław Bogaczewicz   |
| 2.   | 1949–1950   | Zbigniew Szymaszkiewicz |
| 3.   | 1950–1954   | Piotr Bogaczewicz       |
| 4.   | 1954–1958   | Mieczysław Hołowaty     |

## Lata 1958-1974
| L.p. | Lata rządów | Imię i nazwisko     |
| ---- | ----------- | ------------------- |
| 5.   | 1958–1961   | Mieczysław Hołowaty |
| 6.   | 1961–1966   | Stanisław Kargol    |
| 7.   | 1966–1967   | Rajmund Brzeziński  |
| 7.   | 1966–1967   | Rajmund Brzeziński  |
| 8.   | 1967–1972   | Wsiewołod Szkoda    |
| 9.   | 1973–1974   | Jan Stężały         |

| L.p. | Lata rządów | Imię i nazwisko   |
| ---- | ----------- | ----------------- |
| 1.   | 1959–1973   | Eugeniusz Samotyj |

| L.p. | Lata rządów | Imię i nazwisko    |
| ---- | ----------- | ------------------ |
| 1.   | 1958–1960   | Ludwika Żywiak     |
| 2.   | 1960–1962   | Franciszek Jandziś |
| 3.   | 1962–1965   | Jan Kocąb          |
| 4.   | 1965–1973   | Zbigniew Froński   |
| 5.   | 1973–1974   | Antoni Misiaszek   |

## Zespół Szkół Zawodowych (1974-2003)
| L.p. | Lata rządów | Imię i nazwisko   |
| ---- | ----------- | ----------------- |
| 10.  | 1974–1992   | Jan Stężały       |
| 11.  | 1992–2003   | Witold Krzelowski |

## Kłodzka Szkoła Przedsiębiorczości (od 2003)
| L.p. | Lata rządów | Imię i nazwisko     |
| ---- | ----------- | ------------------- |
| 11.  | 2003–2007   | Witold Krzelowski   |
| 12.  | 2007-2019   | Ireneusz Ręczkowski |
| 13.  | od 2019 r.  | Rafał Hankus        |